# Mondsee (Sachsen-Anhalt)
Der Mondsee ist ein etwa 1,2 Kilometer langer und im Mittel 200 bis 300 Meter breiter See im Südosten Sachsen-Anhalts, etwa drei Kilometer südöstlich von Hohenmölsen und zehn Kilometer nordwestlich von Zeitz. Aus der Luft betrachtet ähnelt der See einer leichten Mondsichel und erhielt somit seinen Namen.

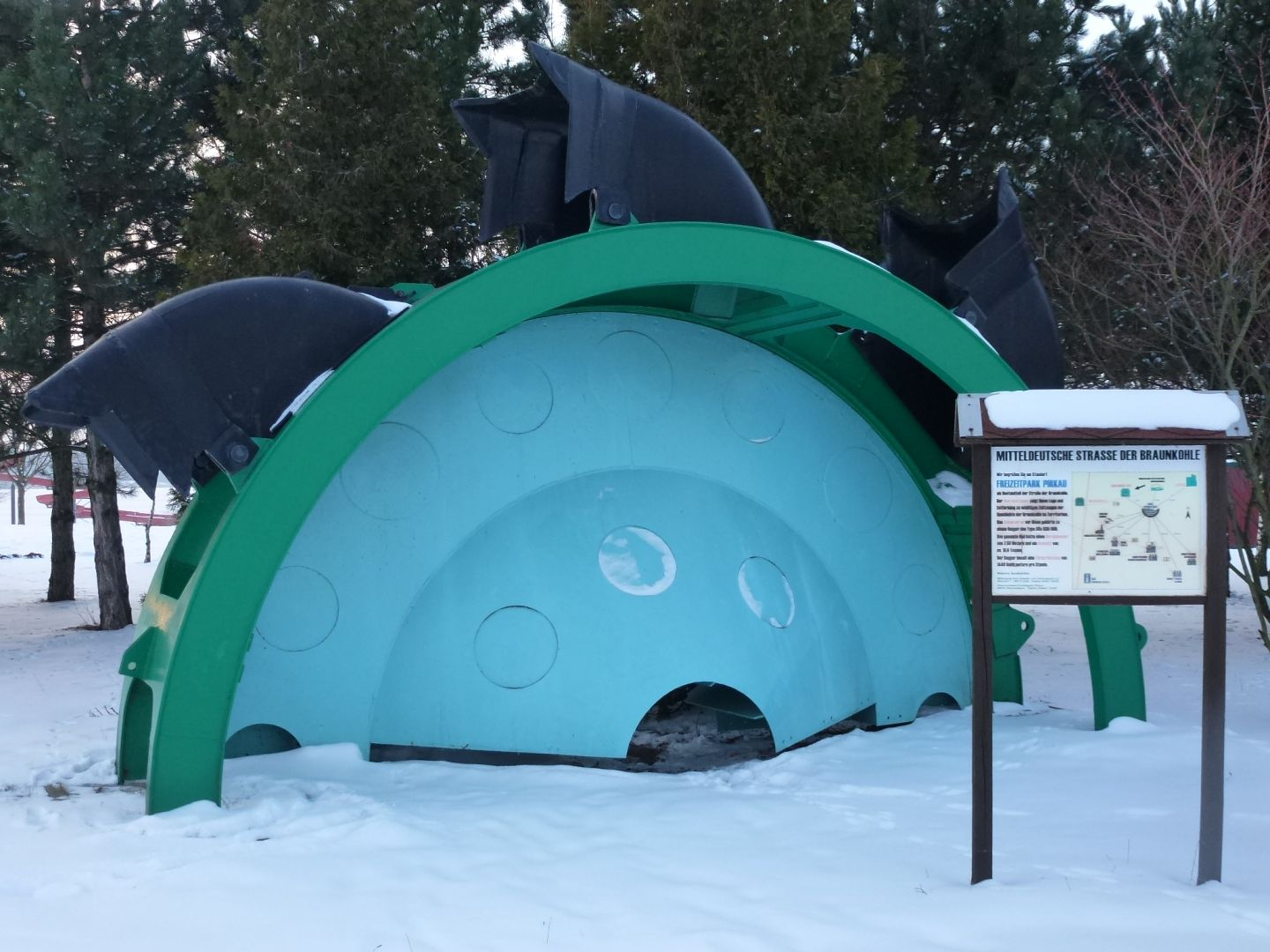
Braunkohlebaggerschaufel am Mondsee

Der Anfang der 1990er Jahre im Zuge von Rekultivierungsmaßnahmen aus einem Braunkohle-Tagebaurestloch entstandene See ist heute Mittelpunkt des Erholungsparks Mondsee, zu dem u. a. ein Strandbad, ein großer Campingplatz, zwei in der Saison betriebene Imbisse, ein Spielplatz, ein Rundwanderweg und ein Parkplatz gehören. An der Ostseite und Südostseite befinden sich ein 800 Meter langer Sandstrand (inkl. FKK-Strand) und eine Wasserrutsche. Der Mondsee liegt in der Nähe des teilweise noch aktiven Tagebaus Profen, ist jedoch mittlerweile von Wiesen und jungen Wäldern umgeben, so dass nur noch wenig an die alte „Mondlandschaft“ früherer Tage erinnert.

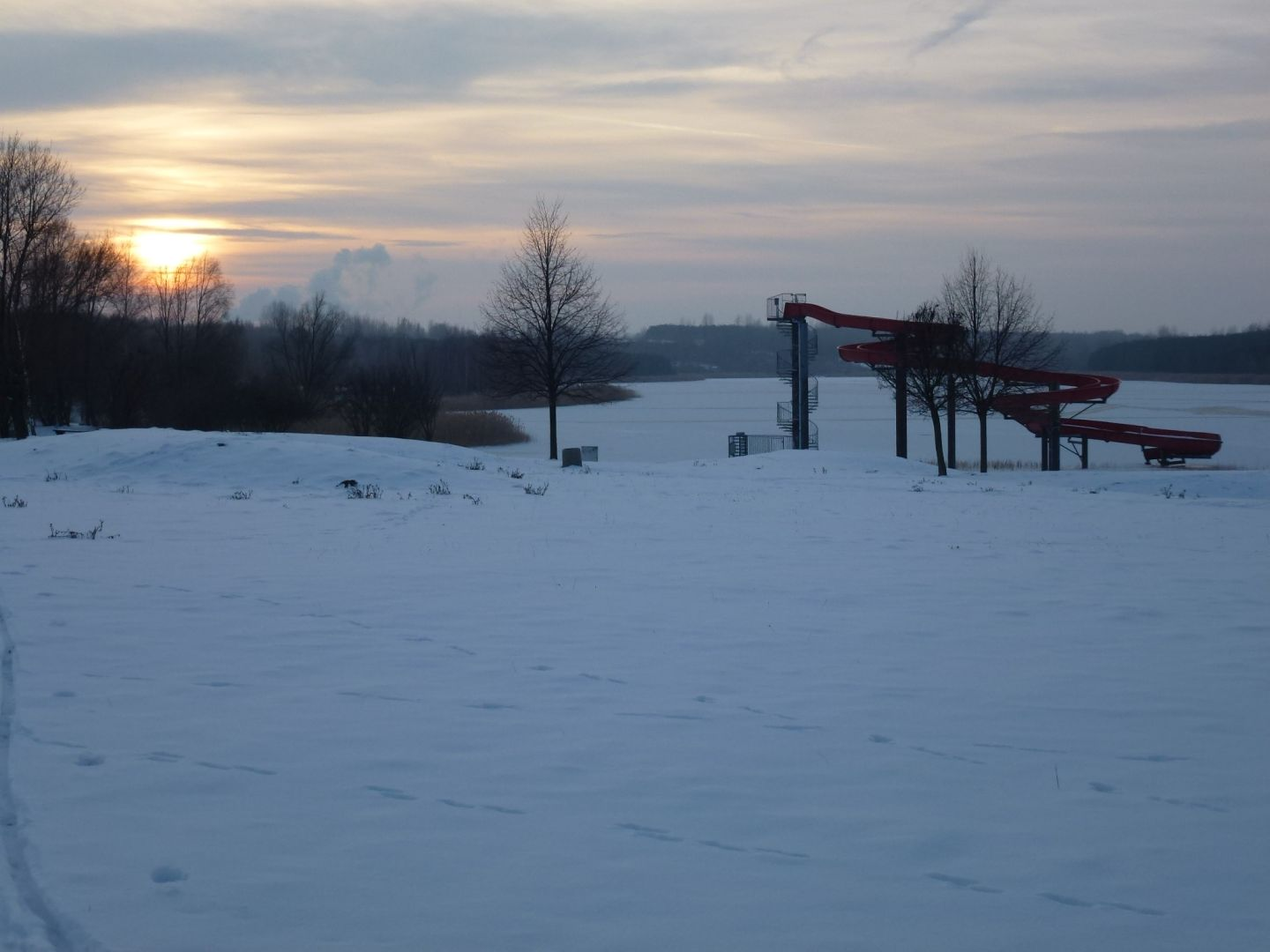
Vereister Mondsee

Der Wasserstand des Mondsees sinkt seit Jahren immer weiter, da die Flutung des Tagebaurestloches abgeschlossen ist, der See so aber keinen Zufluss mehr hat. Dadurch besteht unter anderem seit 2018 Rutschverbot auf der Wasserrutsche, weil dort das Wasser nicht mehr tief genug ist. Um den Wasserstand wieder auf sein ursprüngliches Niveau von 178 m NN zurückzuführen, wurden am 24. September 2020 vom Landesverwaltungsamt Sachsen-Anhalt Zuwendungen für die Gewinnung von Stützwasser durch Errichtung eines Tiefbrunnens gewährt. Es gab Fördermittel in Höhe von 130.424,55 €. Die Flutung begann am 14. Oktober 2021.
Durch diese erneute Flutung sollen dem See aus dem tiefsten und bisher durch keine anderen Maßnahmen genutzten Grundwasserleiter GL62 durchschnittlich 400 Liter pro Minute zugeführt werden, bis der ursprüngliche Wasserstand wieder erreicht ist. Da dieses Grundwasser u. a. sehr eisenhaltig ist, muss es vor Einleitung in den See u.a durch Anreicherung mit Sauerstoff und einer Verweildauer in einem Filterbecken vorbehandelt werden. Seit Juni 2024 ist der Alte Wasserstand von 2017 wieder erreicht. Am 7. Juni 2024 wurde die Wasserrutsche wieder in Betrieb genommen.